# La Vierge et l'Enfant dans une gloire de séraphins
La Vierge et l'Enfant dans une gloire de séraphins (en italien : Madonna in gloria di serafini) est une peinture religieuse de Sandro Botticelli, datant de 1469 - 1470 environ, conservée à la  galerie des Offices à Florence.

## Histoire
L'œuvre, dont la destination originelle reste inconnue, a été enregistrée dans les inventaires des Offices de 1784 et de 1825 comme production d'un maître anonyme. L'historien de l'art Wilhelm von Bode (1845-1929) a été le premier à l'attribuer à Botticelli, en la datant de l'époque « verrocchiesque » de l'artiste (1469-1470 environ), juste avant  l'allégorie de La Force). Par la suite d'autres critiques confirmèrent l'attribution à l'exception d'Adolfo Venturi, qui l'attribua à l'école de Filippo Lippi.

## Thème
L'œuvre reprend un des thèmes de l'iconographie chrétienne, celui de la Vierge à l'Enfant, présentant la Vierge Marie avec l'Enfant Jésus entouré d'anges sur fond de Gloire.

## Description
La Vierge est représentée assise de face sur un trône, la tête tournée légèrement vers la gauche. Marie, pensive, les yeux presque clos, est entourée d'une « gloire »  de rayons et d'une mandorle  de séraphins en grisaille ;  elle porte l'Enfant « bénissant » sur son genou droit, sa main droite le tenant par la taille et la gauche posée sur son pied droit. La Vierge est finement coiffée et un voile fin retombe sur son front et ses épaules ; ses pieds sont chaussés. L'Enfant qui lève la main en un geste de bénédiction est habillé d'un fin voile. Les personnages sont auréolés.

## Analyse
L'œuvre est caractérisée par un chiaroscuro incisif, avec des parties graphiques qui démontrent l'adhésion du jeune Botticelli aux manières de Verrocchio, dont il a fréquenté l'atelier. Néanmoins la physionomie de l'Enfant est désormais typique de Botticelli qui a abandonné les exemples de Verrocchio qu'il avait utilisés dans les œuvres précédentes avec des formes arrondies et une expression de légère mélancolie. La figure de Marie est allongée et souple dans sa conception, bien plus que dans les œuvres de Fra Filippo Lippi, autre modèle du jeune peintre qui s'en est inspiré pour produire le délicat visage ovale de Marie, à la recherche de la beauté idéale.
Le maître prend un soin extrême pour rendre les plis réguliers des vêtements et la transparence des voiles.

## Sources
- (it) Cet article est partiellement ou en totalité issu de l’article de Wikipédia en italien intitulé « Madonna in gloria di serafini » (voir la liste des auteurs).